# منفذ الجميمة الحدودي
منفذ الجميمة الحدودي هو منفذ حدودي بري عراقي في قضاء السلمان جنوب غرب العراق في محافظة المثنى المجاورة لحدود محافظة رفحاء شمال شرق السعودية، أُغلقَ المنفذ سنة 1991 بعد الاحتلال العراقي للكويت، وفي يوم 5 كانون الأول سنة 2020، أعلنت محافظة المثنى استعدادها لفتح المنفذ، وفي يوم 26 كانون الأول سنة 2021، أعلن مجلس هيأة المنافذ الحدودية موافقته بالإجماع على فتح منفذ جميمة بعد أن تلقوا الموافقة السعودية على إنشاء منفذ حدودي سعودي مقابل، وكان منفذ الجميمة يُستعمل للتجارة ونقل الحجاج، ولعبور الحجاج من عدة دول خلالَ العراق إلى السعودية، وخاصة تركيا وإيران. منفذ الجميمة في محافظة المثنى، ثاني أكبر المحافظات العراقية مساحةً، وهي محافظة ذات موارد طبيعية، غيرَ أنها كانت لا تزال تنتظر الاستثمار حين بدأ تنفيذ المشروع، ويُعد منفذ الجميمة باباً للاستثمار وتحريك الاقتصاد الراكد لمحافظة المثنى. وفي سياق دراسة جدوى مشروع المنفذ، خُصص 55 دونماً للمنفذ العراقي، والأرض عائدة لوزارة المالية. المسافة بين منفذ جميمة وبغداد 500 كيلومتر. والمسافة بين مدينة السماوة والمنفذ 250 كيلومتراً تقريباً. وفي 12 تشرين الثاني سنة 1981 م صدر نظام رئاسي للطرق التي تُسلك للخروج من العراق ودخوله، ومنها طريق النجف - الجميمة - المملكة العربية السعودية.